# Hyperolius pyrrhodictyon
Hyperolius pyrrhodictyon – gatunek płaza bezogonowego z rodziny sitówkowatych (Hyperoliidae). Takson o niepewnej pozycji systematycznej.

## Systematyka
Gatunek ten zalicza się do nadgatunku Hyperolius viridiflavus. Stosunki pokrewieństwa w jego obrębie nie zostały jeszcze jednoznacznie ustalone. Różnią się one głównie ubarwieniem grzbietu.
Hyperolius pyrrhodictyon uważają za odrębny gatunek między innymi Wieczorek i współpracownicy, za którymi idzie Międzynarodowa Unia Ochrony Przyrody (IUCN). Nie jest to jednak pogląd akceptowany przez wszystkich specjalistów. W 1983 Laurent przyjął odwrotną opinię, uznając istnienie jednego tylko gatunku obejmującego wszelkie zaliczane tu formy. Zgodził się z tym także Schiøtz. Przeciwny pogląd Wieczorka i współpracowników opiera się na badaniach DNA mitochondrialnego. Publikacje tej grupy badawczej ukazały się w 2001. Jednak nowsza, wydana w 2010 roku praca traktująca o gatunkach z rodzaju Hyperolius autorstwa Rödela i współpracowników wymienia podgatunek Hyperolius viridiflavus pyrrhodictyon, tak więc nie wyróżnia odrębnego gatunku Hyperolius pyrrhodictyon, uznając go za podgatunek w obrębie gatunku Hyperolius viridiflavus. W innej pracy pojawia się znów jako odrębny gatunek. W bazie Amphibian Species of the World takson ten jest uznawany za podgatunek Hyperolius marginatus.

## Cykl życiowy
Płaz ten rozmnaża się w środowisku wodnym. Wykorzystuje do tego celu zarówno trwałe, jak i efemeryczne zbiorniki wodne. W tych drugich rozmnaża się częściej. Zbiorniki wodne, gdzie się rozradza, znacznie różnią się też rozmiarami: mogą być zarówno bardzo małe, jak i duże. Cechuje je znaczna różnorodność.
Gatunek ten składa swe jaja (skrzek) bezpośrednio do wody.

## Rozmieszczenie geograficzne
Członkowie nadgatunku Hyperolius viridiflavus żyją na kontynencie afrykańskim. Dokładny zasięg występowania opisywanego tutaj bezogonowego nie został dokładnie określony. Hyperolius pyrrhodictyon jest endemitem. Jedynym miejscem na świecie, gdzie żyje, jest południowy zachód Zambii. Dokładniej zaś płaz ten zamieszkuje okolice rzeki Kafue czy wzgórza rozciągające się na południe od nich. IUCN podaje, że zasięg występowania tego zwierzęcia nie sięga jednak rzeki Zambezi (Prowincja Południowa i Prowincja Centralna Zambii).

## Ekologia
Płaz ten zamieszkuje zarówno siedliska naturalne, jak i zmodyfikowane działalnością człowieka. Można tutaj wymienić sawanny różnych typów, busz i tereny trawiaste, jeśli chodzi o te pierwsze. Wśród środowisk antropogenicznych bezogonowy zamieszkuje miasta, parki i tereny rolnicze. W obrębie tych terenów Hyperolius pyrrhodictyon bytuje w młodej roślinności wyrastającej na brzegach rzek, jezior i bagien. Zamieszkuje niedawno utworzone zbiorniki wodne, w których szybko się rozprzestrzenia.

## Zagrożenia i ochrona
Hyperolius pyrrhodictyon nie należy do płazów zagrożonych wyginięciem. Na obszarze swego występowania jest bardzo obfity. Trend liczebności populacji nie jest znany. Łatwo adaptuje się on do warunków środowiska. Dodatkowo jego zasięg występowania obejmuje teren chroniony: Park Narodowy Kafue. IUCN nie wymienia żadnych zagrożeń dla tego gatunku.